# 低碳電力

各國由低碳能源提供的一次能源佔比（2018年）

低碳電力（英語：low-carbon electricity）是指整個發電能源生命週期內溫室氣體排放量遠低於使用化石燃料所產生的電力。能源轉型後轉向使用低碳電力是限制氣候變化最重要的行動之一。
用來發電的低碳能源有風能、太陽能、核能和大部分的水力。這個名詞很大程度上將傳統化石燃料發電技術排除 - 僅將其中運行的的特定子集包含在內，特別是那些在煙道氣中進行碳捕集與封存（CCS）的發電系統。全球於2020年有近40%的電力生產來自低碳能源：約10%為核能發電，近10%為風能和太陽能發電，約20%為水力和其他再生能源發電。

## 歷史

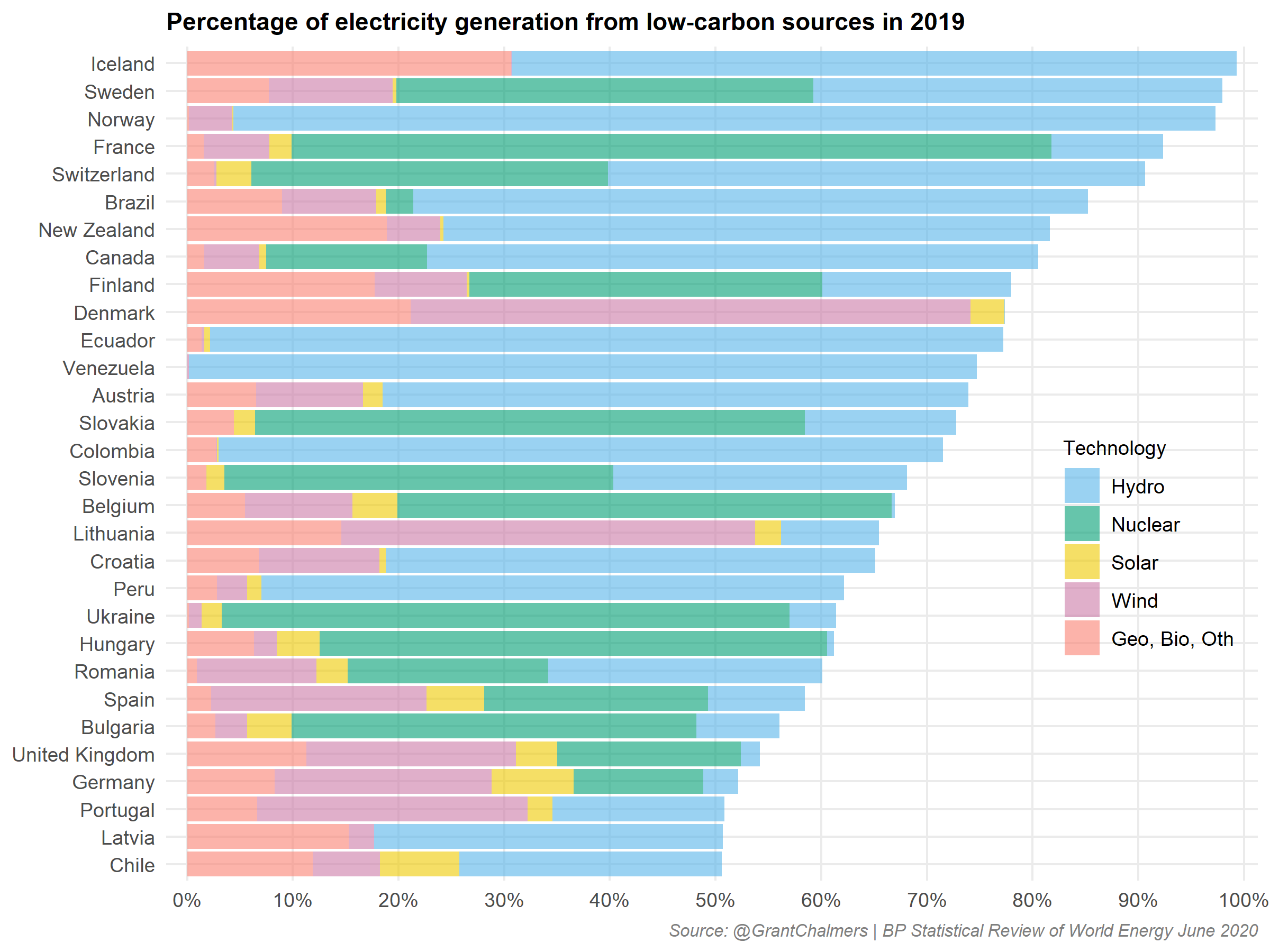
各國中源自低碳能源發電的比例（2019年）。

科學界於20世紀末和21世紀初在氣候變化上的重大發現，凸顯遏制碳排放的必要性。低碳電力的概念於焉興起。世界氣象組織 (WMO) 和聯合國環境署 (UNEP) 於1988年成立的政府間氣候變化專門委員會 (IPCC) 為引入低碳能源奠下科學理論基礎。 IPCC透過定期發表評估報告和特別報告，持續向國際社會提供科學、技術和社會經濟上的建議。
於2005年2月16日生效的《京都議定書》，參與簽署的大多數工業化國家承諾將減少碳排放。這一歷史事件為引進低碳電力技術立下政治基礎。

## 不同能源的溫室氣體排放

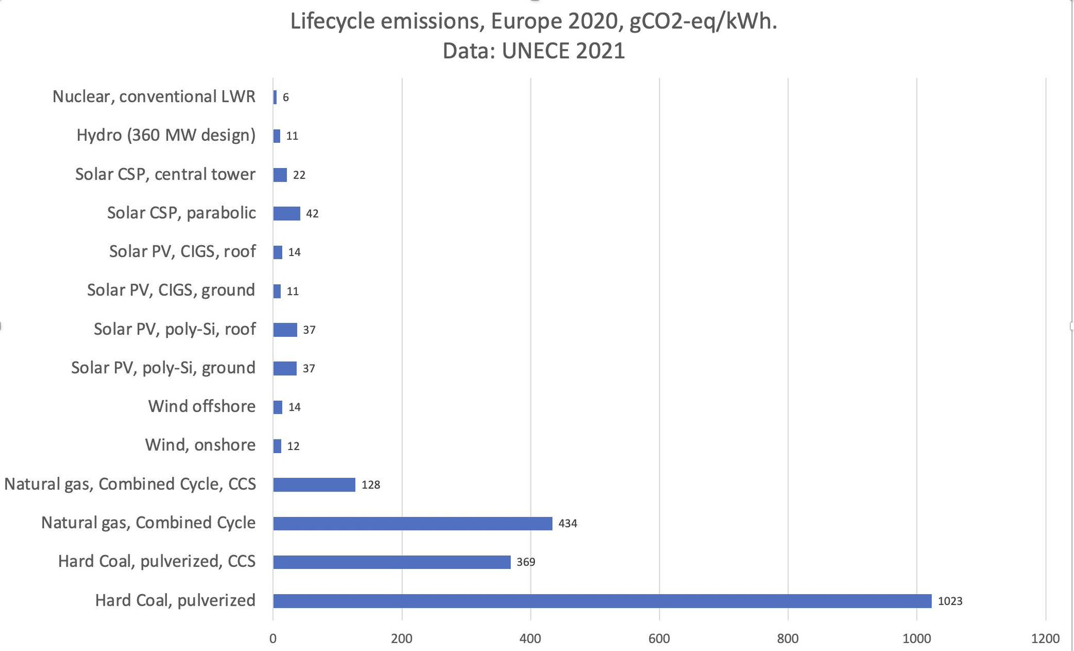
由聯合國歐洲經濟委員會提供，每發電千瓦時的生命週期溫室氣體排放二氧化碳當量（2020年）。

本節摘自能源生命週期溫室氣體排放#幾項選定發電能源的GWP

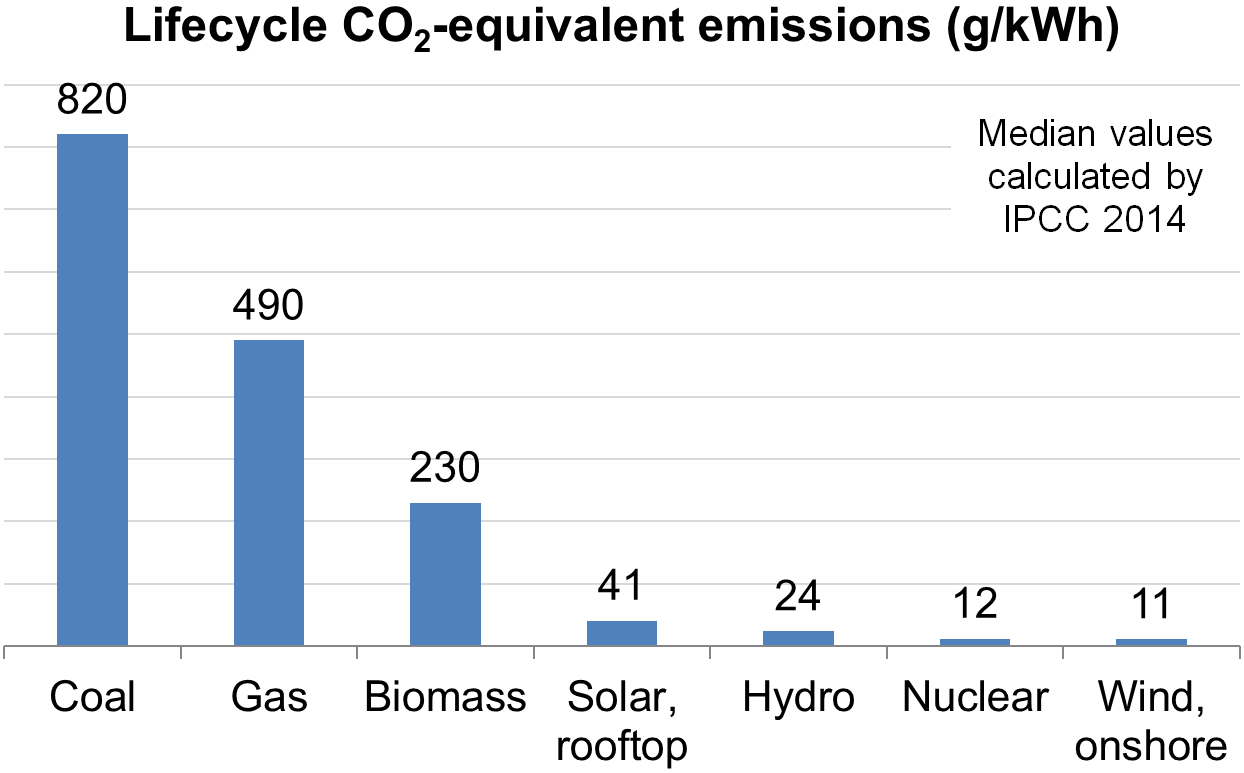
由IPCC提供，發電技術生命週期中不同溫室氣體排放量的中位數。

| 發電技術                  | 最低               | 中位數             | 最高               |
| 目前已有商業化技術        | 目前已有商業化技術 | 目前已有商業化技術 | 目前已有商業化技術 |
| ------------------------- | ------------------ | ------------------ | ------------------ |
| 煤 – 燃煤鍋爐             | 740                | 820                | 910                |
| 天然氣 – 複循環           | 410                | 490                | 650                |
| 生物質 – 專用             | 130                | 230                | 420                |
| 太陽能光電 – 公用事業規模 | 18                 | 48                 | 180                |
| 太陽能光電 – 裝置於屋頂   | 26                 | 41                 | 60                 |
| 地熱能                    | 6.0                | 38                 | 79                 |
| 聚光太陽能熱發電          | 8.8                | 27                 | 63                 |
| 水力                      | 1.0                | 24                 | 22001              |
| 風力發電機 Offshore       | 8.0                | 12                 | 35                 |
| 核能                      | 3.7                | 12                 | 110                |
| 陸上風能                  | 7.0                | 11                 | 56                 |
| 尚未進入商業化技術        |                    |                    |                    |
| 海洋 (潮汐能與波浪能)     | 5.6                | 17                 | 28                 |

1 參見水庫對環境的影響#溫室氣體。
| 技術             | 技術                                       | 克二氧化碳當量/千瓦時 |
| ---------------- | ------------------------------------------ | --------------------- |
| 無煙煤           | 燃煤鍋爐, 未配置碳捕集與封存裝置           | 1000                  |
| 無煙煤           | 整體煤氣化聯合循環, 未配置碳捕集與封存裝置 | 850                   |
| 無煙煤           | 超臨界鍋爐, 未配置碳捕集與封存裝置         | 950                   |
| 無煙煤           | 燃煤鍋爐, 配置碳捕集與封存裝置             | 370                   |
| 無煙煤           | 整體煤氣化聯合循環, 配置碳捕集與封存裝置   | 280                   |
| 無煙煤           | 超臨界鍋爐, 配置碳捕集與封存裝置           | 330                   |
| 天然氣           | 燃氣複循環鍋爐, 未配置碳捕集與封存裝置     | 430                   |
| 天然氣           | 燃氣複循環鍋爐，配置碳捕集與封存裝置       | 130                   |
| 水力             | 660百萬瓦                                  | 150                   |
| 水力             | 360百萬瓦                                  | 11                    |
| 核能發電         | 5.1                                        |                       |
| 聚光太陽能熱發電 | 塔式                                       | 22                    |
| 聚光太陽能熱發電 | 凹槽式                                     | 42                    |
| 太陽能光電模組   | 多晶矽, 於地面架設                         | 37                    |
| 太陽能光電模組   | 多晶矽, 於屋頂架設                         | 37                    |
| 太陽能光電模組   | 碲化鎘薄膜半導體, 於地面架設               | 12                    |
| 太陽能光電模組   | 碲化鎘薄膜半導體, 於屋頂架設               | 15                    |
| 太陽能光電模組   | 銅銦鎵硒薄膜太陽能面板, 於地面架設         | 11                    |
| 太陽能光電模組   | 銅銦鎵硒薄膜太陽能面板, 於屋頂架設         | 14                    |
| 風能             | 陸上                                       | 12                    |
| 風能             | 海上, 混凝土基礎                           | 14                    |
| 風能             | 海上, 鋼製基礎                             | 13                    |

簡稱:
- PC — 燃煤鍋爐
- CCS — 碳捕集與封存
- IGCC — 整體煤氣化聯合循環
- SC — 超臨界鍋爐
- NGCC — 燃氣複循環鍋爐
- CSP — 聚光太陽能熱發電
- PV — 太陽能光電

## 不同低碳電源的屬性

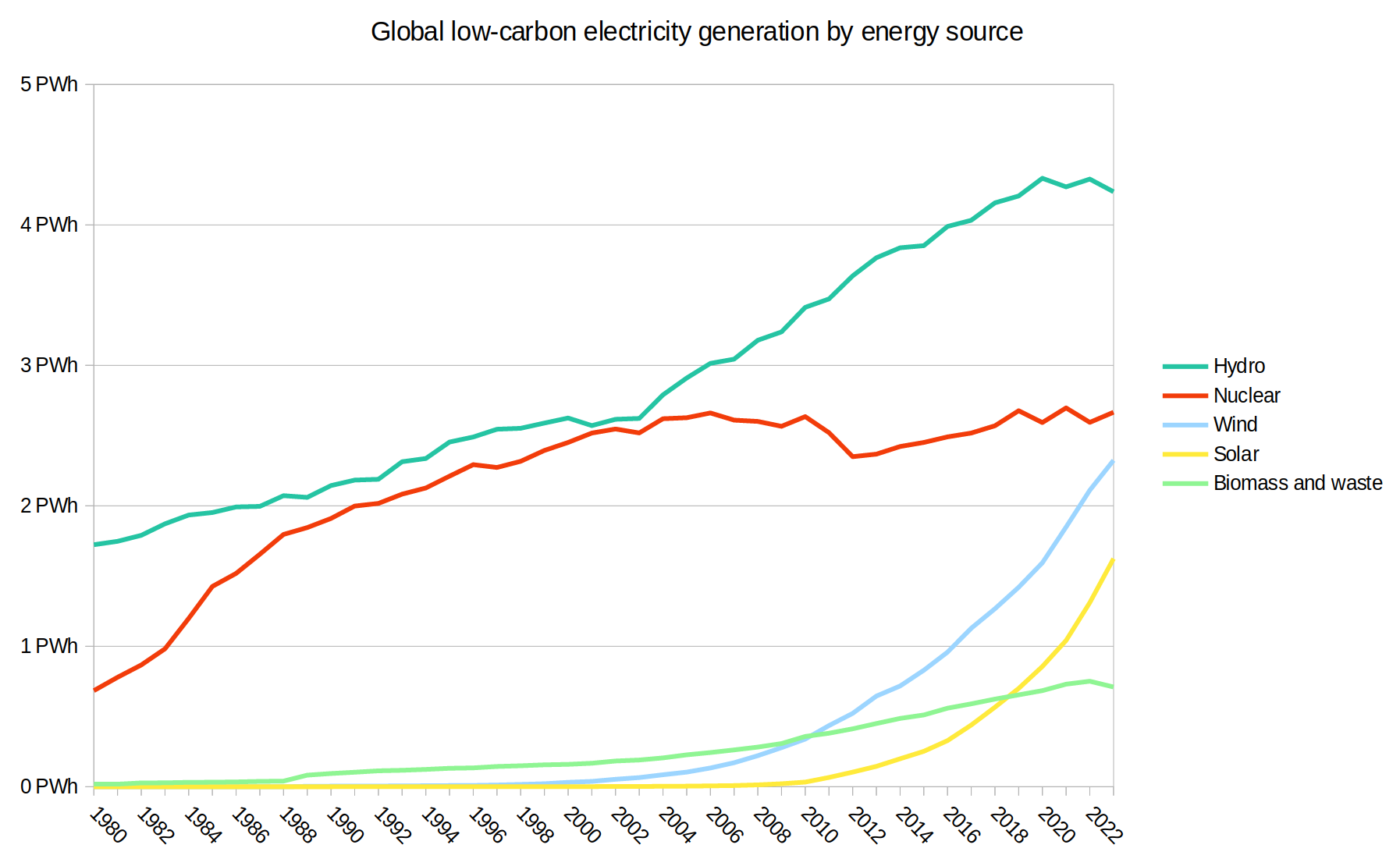
全球幾種生產低碳電力的主要能源。

降低目前發電而產生的碳排放量有多種選擇。有些選項，例如風能和太陽能，使用完全再生能源，總生命週期的碳排放甚少。其他選擇，例如核能發電，在整個生命週期排放中產生的二氧化碳排放量與再生能源技術相當，但會消耗不能再生但可持續的材料（鈾）。低碳電力還可包括持續利用世界自然資源的電力，例如天然氣和煤炭，但前提是它們在使用這些資源時，尚需採用減少二氧化碳排放的技術，例如截至2012年，已有試點工廠進行碳捕集與封存的作業。
由於電力部門減少碳排放的成本似乎較交通運輸等其他部門為低，因此預定將會在電力部門發生最大比例的碳減排，以期達成經濟上有效的氣候便化緩解。
目前全球已採用不同規模的低碳電力技術。迄2020年，此類發電合計佔全球電力的近40%，其中風能和太陽能合計有近10%的佔比。

## 不同技術
IPCC於2014年發佈的報告中指出，在適當的地點使用核能、風能、太陽能和水力發電，其生命週期溫室氣體排放量僅為燃煤發電的5%。

### 水力

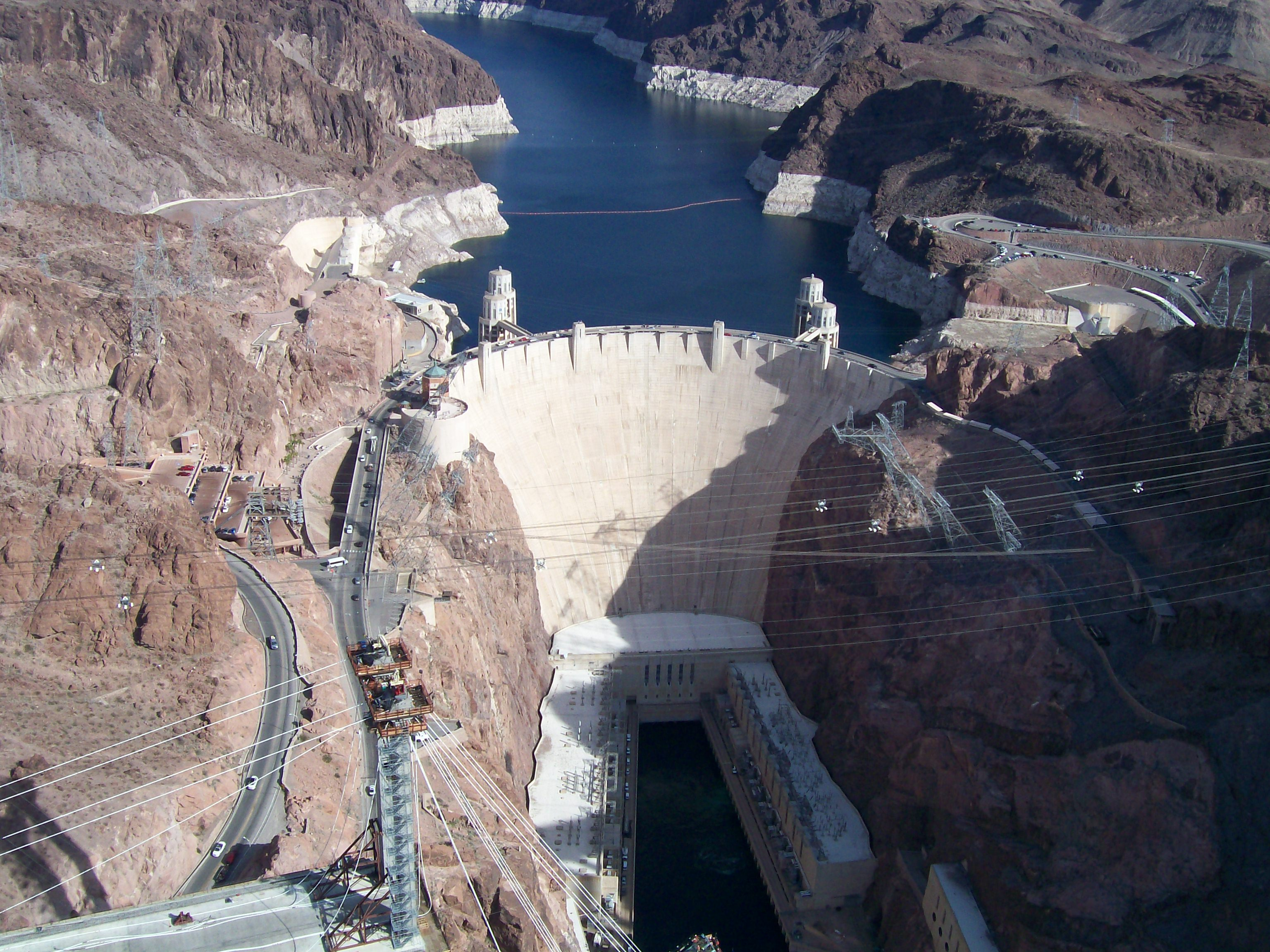
於1936年完工的胡佛水壩，當時是世界最大的發電廠，也是世界最大混凝土建築物。

水力發電廠的優點是壽命長，許多現有的發電廠已經運作100多年。從電網的角度來看，水力發電也是一項極為靈活的技術。即使與化石燃料發電相比，大型水力發電也是當今能源市場中成本最低的選擇之一，且不會產生與工廠運作相關的有害排放。
雖然通常一般水庫的溫室氣體排放量較低，而於熱帶地區水庫的排放量可能會較高。
水力發電是世界上最大的低碳電力能源，於2019年中供應全球總電力的15.6%。中國是迄今為止世界上最大的水力發電國，其次是巴西和加拿大。
然而大型水力發電系統存在一些重大的社會和環境缺點：如果人們居住在規劃興建水庫的所在地，則會遭到遷移，水庫建設和蓄水期間會釋放大量二氧化碳和甲烷，以及對水庫的水生生態環境與鳥類造成破壞。現各國已有強烈共識，將採取綜合方法來管理水資源，其中包括與其他用水部門合作來規劃水電的開發。

### 核能
截至2013年，核能電力產量佔世界發電量的10.6%，是第二大低碳能源。根據一份於2024年發表的文章：核能發電在全球發電量中佔比約10%，目前全球運營中的核反應爐大約有440座。核能提供全球約四分之一的低碳電力。核能是全球僅次於其他再生能源的第二大低碳電力來源 (於2020年的佔比為26% )。
在2010年，歐盟27個國家中的核電於低碳能源中的佔比有三分之二，其中一些歐盟國家的大部分電力由核電產生，例如法國有79%的電力來自核能。截至2020年，核電在歐盟提供47%的低碳電力，主要依賴核電的國家通常的碳強度為30-60克二氧化碳當量/千瓦時。
聯合國歐洲經濟委員會於2021年將核電描述為緩解氣候變化的重要工具，在過去半個世紀中已減少74吉噸（Gt，十億噸）的二氧化碳排放，並提供歐洲20%的能源和43%的低碳能源。
核能發電從1950年代起一直被用作低碳的基本負載電力來源。全球有30多個國家的核電廠，其電力產量約佔全球的10%。截至2019年，核能發電量在所有低碳能源的佔比為四分之一以上，排名僅在水力發電之後。
核電生命週期的溫室氣體排放（包括鈾的開採和加工）與再生能源的相似。核電表面功率密度（即每生產單位電力佔用的土地面積）較其他主要再生能源少很多。此外，核電不會造成當地空氣污染。用於核電廠燃料的鈾礦是不可再生資源，但其存量足以提供人類數百至數千年的使用。然而目前能夠以經濟可行的方式取得的鈾資源有其限度，鈾生產在電力生產擴張階段很難跟上需求的增加。與具有恢弘目標的氣候變化緩解途徑中，通常會將增加核電供應作為選項。
關於核電是否為可持續能源存在爭議，部分原因是對放射性廢料、核武器擴散和事故的擔憂。放射性廢料必須花費數千年的時間管理，核電廠產生的易分裂材料可用於軍武用途。對於生產的每單位電力，核能造成的意外和與污染相關的死亡遠少於化石燃料，且核能的歷史死亡率與再生能源相當。公眾對核能的意見常使核電廠成為政治問題，而難以進行。
幾十年來，將建造新核電廠的時間和成本降低一直是個目標，但成本仍然很高，時間跨度也很長。目前有不同的新型核能電廠正在開發中，希望能將傳統核電廠的缺點克服。快增殖反應爐能回收放射性廢料，因此可顯著減少所需的地質處置工作，但尚未能作大規模商業部署。使用釷燃料發電（而非鈾）的核電或許能為沒有大量鈾供應的國家提供更高的能源安全。小型模組化反應器爐較目前大型反應爐可能具有幾個優點：可更快興建，而且這種模組化可讓營運透過邊做邊學的過程把成本降低。

### 風力
此部分摘自《風能》。

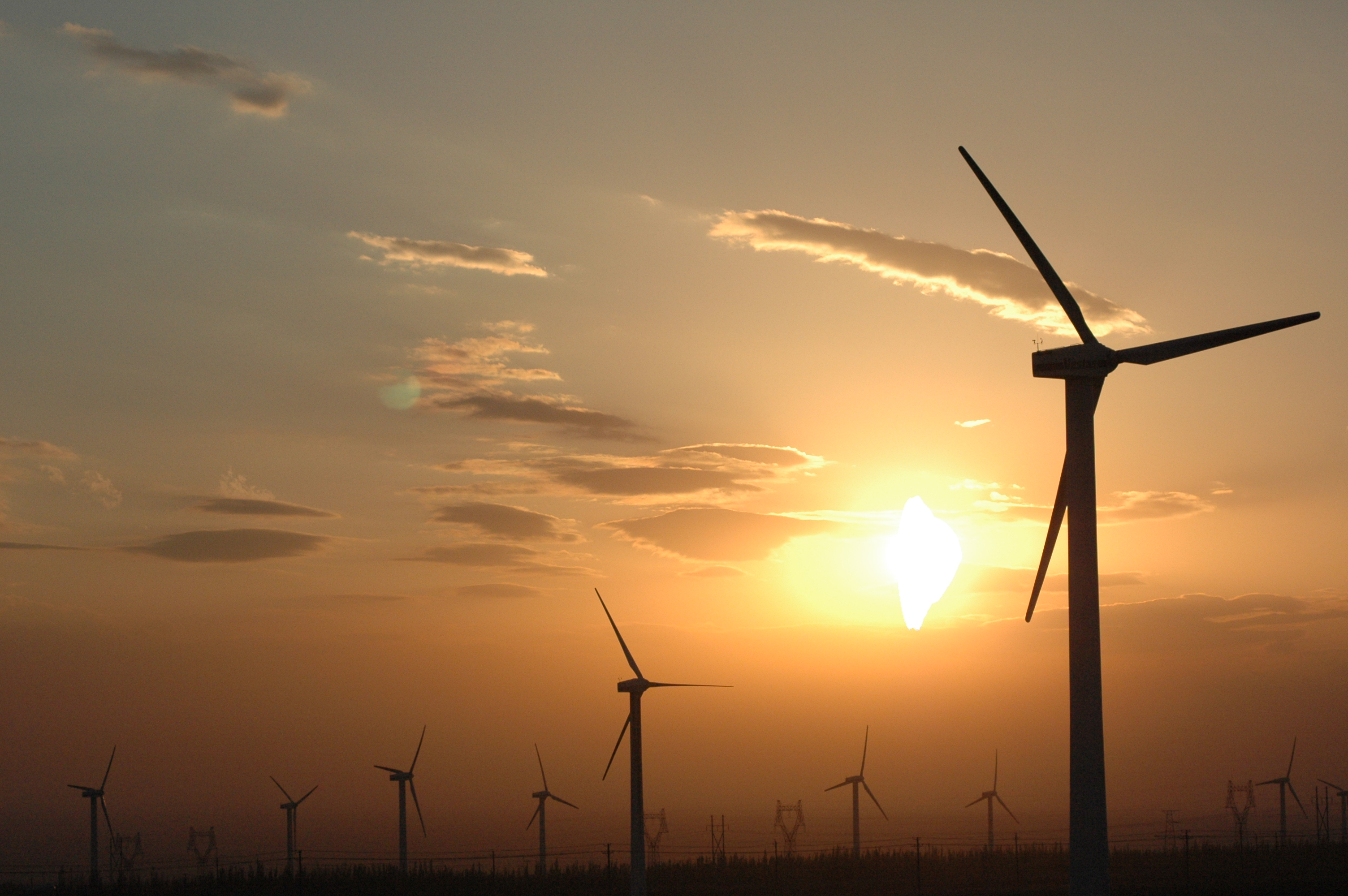
一處位於中國新疆維吾爾自治區的風力發電廠。

風能發電是利用風力來產生電力。史上的風能主要用於驅動帆船、風車和風力水車，但如今主要是用於發電之用。風力發電幾乎完全由風力發電機所產生，通常將許多風力發電機組成風力發電廠，且將其連接到輸電網路。
全球於2022年的風力發電量超過2,000太瓦時（一太瓦時=一兆瓦時），佔世界生產電力的7%以上 ，（p. 58）約佔世界能源的2%。 在2021年中新增發電容量約100吉瓦（主要在中國和美國），全球風電裝置容量已超過800吉瓦。分析師表示為實現《巴黎協定》限制氣候變化的目標，其擴張速度應該加快 - 在全球發電量中每年的佔比要各增加1%以上。
風力發電被認為是一種可持續的再生能源，對環境的影響比燃燒化石燃料要小得多。風電有間歇性問題，因此需要儲能或其他可調度的發電能源來維持可靠電力供應。陸上風電廠對景觀的影響會較其他類型發電廠更大。位於海上的風電廠雖然通常成本較為昂貴，但對景觀的影響較小，且有較高的容量因子。在全球新增裝置容量中，目前離岸風電的佔比約為10%。
風力發電是單位能源成本最低的電力來源之一。在許多地方，新的陸上風電廠建造成本比新的燃煤或天然氣發電廠更便宜。
在南北兩個半球緯度較高的地區最適於建造風電廠。在大多數地區的夜間風力發電量較高，而太陽能發電量在冬季會較低。因此將風能和太陽能發電結合，對於許多國家均很適合。

### 太陽能

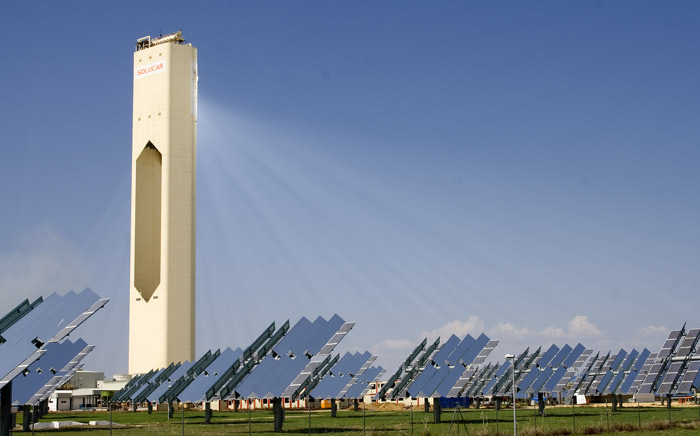
位於西班牙南部的PS10太陽熱能發電塔，利用塔周圍的定日鏡群將陽光熱量聚集用於發電。

太陽能是將陽光轉換為電能的發電方式，直接的有太陽能光電發電（PV），間接的則為使用聚光太陽能熱發電（CSP）。聚光太陽能系統使用透鏡或鏡面以及追蹤系統，將大面積的陽光聚焦成小光束，利用其熱能來發電。太陽能光電則利用光電效應將陽光轉換為電流。
商業聚光太陽能熱發電廠最早於1980年代開發。位於美國加利福尼亞州莫哈維沙漠SEGS電廠，曾經是是世界上最大的CSP發電廠，裝置容量為354百萬瓦。其他大型CSP發電廠有兩座 - 位於西班牙的索爾諾瓦太陽能電站（裝置容量150百萬瓦）和安達索爾太陽能電站（裝置容量150百萬瓦）。在太陽能光電廠中，印度擁有世界上最大的的巴德拉太陽能發電園區（裝置容量2,255百萬瓦），及世界第二大的帕瓦加達太陽能發電園區（裝置容量2,000百萬瓦）。截至2014年底，太陽能發電佔全球用電量的比例為1%。
於2023年，太陽能佔全球發電量的比例約為5.5%，比2022年的4.6%有所增加。

### 地熱能
地熱電力是由地熱能產生的電力。目前使用中的技術有乾蒸汽（高溫高壓蒸汽）發電、閃蒸汽（低壓蒸汽）發電和二元循環（透過低沸點介質）發電。 目前全球有24個國家使用地熱能發電，有70個國家使用地熱能供暖。
目前全球的此類裝置容量為10,715百萬瓦，其中容量最大的三個國家是美國（3,086百萬瓦）、菲律賓和印尼。估計全球可用於地熱能發電的潛力有35吉瓦到2,000吉瓦不等。
地熱能發電被認為是可持續的，因為相對於地球的熱含量，此種方式取得的熱量極小。現有地熱能發電廠的平均排放強度為122公斤二氧化碳/百萬瓦時電力，只佔傳統化石燃料發電廠的一小部分。

### 潮汐能
潮汐能是水力發電形式中的一種，將潮汐的能量轉換為電力或其他有用能量。第一個大型潮汐能發電站（蘭斯潮汐能發電站）於1966年開始運作。潮汐能發電尚未受到廣泛運用，但潮汐會隨著月球的運行軌跡而起伏，比風能和太陽能更容易預測。

### 碳捕獲與封存
利用碳捕集與封存技術可從發電廠或其他工業的煙道氣中捕獲二氧化碳，然後將其運送到可安全埋藏的地下儲存庫中。雖然此種技術已有投入使用的紀錄，且也正在其他行業（例如斯萊普納天然氣田）中進行，但電力行業內尚未有大規模的綜合項目出現。
目前碳捕集與封存技術的改進在大約未來十年內可將成本降低至少20-30%，而在開發中的新技術有望將成本作更大幅度降低。

## 展望與控制

### 排放

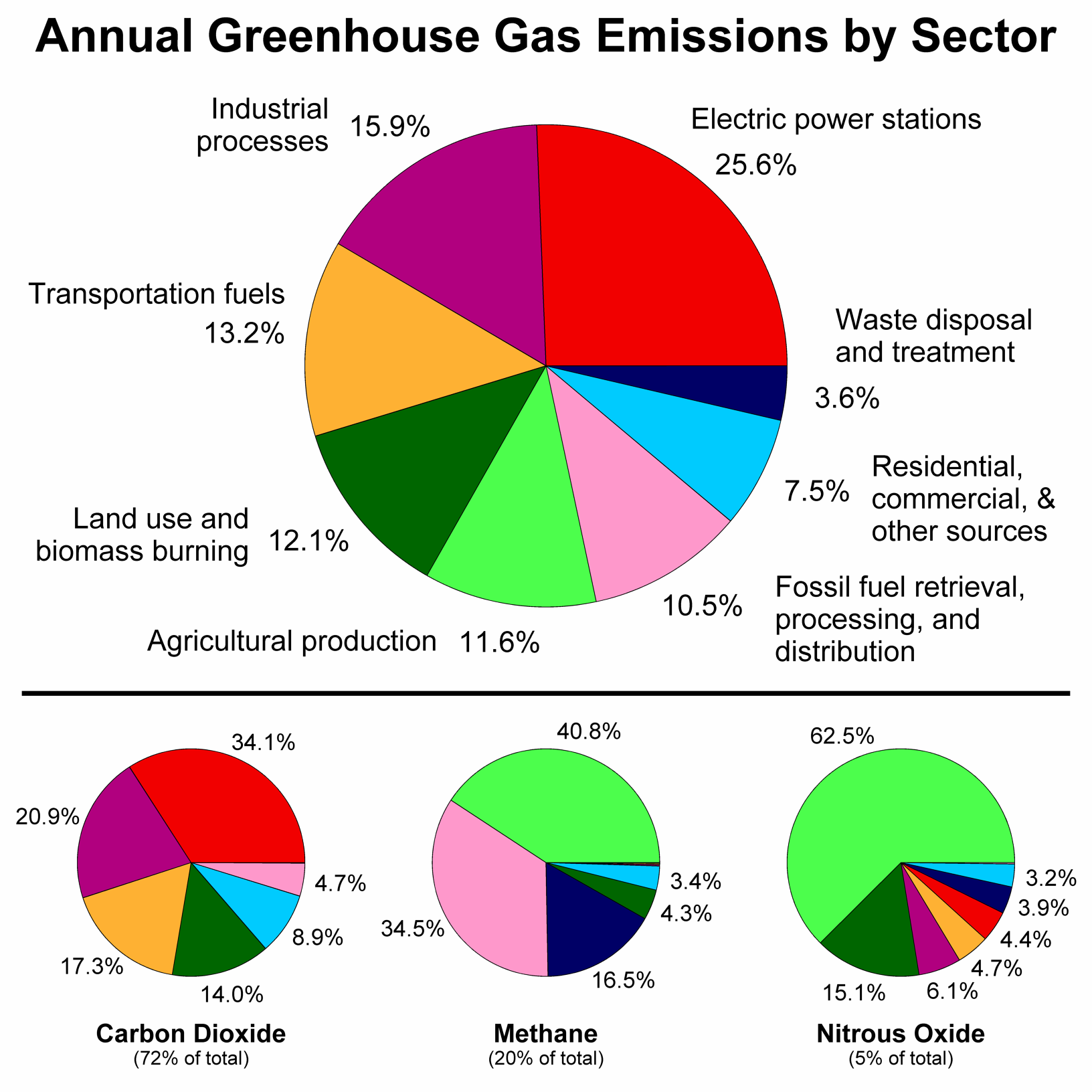
世界不同部門溫室氣體排放比例。有關詳細分類，請參閱研究組織世界資源研究所提供的數據。

IPCC在其提出的第一工作組報告中指出，"自20世紀中葉以來觀察到的全球平均氣溫升高很可能是由於觀察到的人為溫室氣體濃度增加所致，進而導致氣候變化"。
二氧化碳在人為溫室氣體排放中的佔比有72%（參見溫室氣體），其於大氣中的濃度已從1958年的315ppm (百萬分比) 增加到2005年的375ppm以上。而到2022年5月的濃度已達421ppm（參見地球大氣中的二氧化碳）。
使用能源所產生的排放佔所有人為溫室氣體排放的61.4%以上。傳統燃煤發電廠產生的溫室氣體排放量佔全球溫室氣體排放量的18.8%，幾乎是道路運輸排放量的兩倍。
估計到2020年，世界產生的碳排放量將是2000年的兩倍左右。
根據於2021年6月通過的歐盟氣候法（European Climate Law），歐盟國家將於2050年達到氣候中和（淨零排放），中期目標是在2030年將溫室氣體排放降低55%（與1990年的水平比較）。

### 用電量

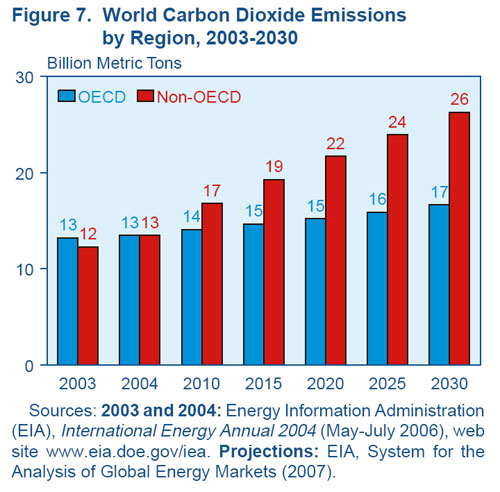
由美國能源信息署（EIA）提供的世界OECD國家與非OECD國家於2023年到2030年間，各年的二氧化碳排放量數據。

世界能源消耗預計將從2003年的123,000太瓦時（421千萬億英熱單位）增加到2030年的212,000太瓦時（722千萬億英熱單位）。預計同期的煤炭消耗量將增加近一倍。成長最快的是非經合組織（OECD）的亞洲國家，特別是中國和印度，這些國家的經濟成長大幅推升能源使用。而透過實施低碳電力方案，世界電力需求可繼續成長，又能維持穩定的碳排放水準。
人們在交通運輸領域中正從使用化石燃料轉向電力驅動的載具（例如大眾運輸和電動車）。此趨勢正緩慢進行中，但最終可能會為輸電網路電力帶來巨大的需求壓力。
家庭和工業使用熱能和熱水主要是透過燃燒化石燃料來提供。一些國家已經開始提供轉換使用熱泵的補助，熱泵使用電力，也會大量增加電力需求。

### 能源基礎設施
燃煤電廠的市場佔比正逐步讓予低碳電力發電廠，任何2020年代建成的燃煤電廠都面臨成為擱淺資產的風險，部分原因是它們的容量因子會越來越低。

### 投資
對低碳電源和技術的投資正在快速增加。目前淨零排放能源佔全球能源的2%，但在新的能源投資中的佔比則已達到18%，在2006年取得的資金已達到一千億美元。
讓全球到2050年達成淨零排放的目標，在清潔能源投資需在2030年以前增加超過兩倍以上（大約4兆（萬億）美元的規模）。

### 資料來源
- IPCC. Edenhofer, O.; Pichs-Madruga, R.; Sokona, Y.; Seyboth, K.;  et al , 编. . Cambridge University Press. 2011. ISBN 978-1-107-02340-6. （原始内容存档于2021-08-27）.
- IPCC. Edenhofer, O.; Pichs-Madruga, R.; Sokona, Y.; Farahani, E.;  et al , 编. . Cambridge University Press. 2014. ISBN 978-1-107-05821-7. OCLC 892580682. （原始内容存档于2017-01-26）.
- IPCC. Masson-Delmotte, V.; Zhai, P.; Pörtner, H.-O.; Roberts, D.;  et al , 编.  (PDF). 2018. （原始内容存档 (PDF)于2020-11-20）.
- Kutscher, C.F.; Milford, J.B.; Kreith, F. . Mechanical and Aerospace Engineering Series Third. CRC Press. 2019. ISBN 978-0-429-93916-7. （原始内容存档于6 June 2020）.
- Letcher, Trevor M. (编).  Third. Elsevier. 2020. ISBN 978-0-08-102886-5.
- MacKay, David J. C. . UIT Cambridge. 2008. ISBN 978-0-9544529-3-3. OCLC 262888377. （原始内容存档于2021-08-28）.
- Morris, Ellen; Mensah-Kutin, Rose; Greene, Jennye; Diam-valla, Catherine.  (PDF) (报告). ECOWAS Centre for Renewable Energy and Energy Efficiency. 2015. （原始内容存档 (PDF)于2021-03-21）.